# Angle thêta
 (septembre 2009).
La forme ressemble trop à un extrait de cours et nécessite une réécriture afin de correspondre aux standards de Wikipédia.
L'angle thêta, en physique quantique, est une caractéristique de secteurs de supersélections, lesquels résultent de la décomposition de l'espace de Hilbert.

## Énoncé
En physique quantique, dans la théorie de la mesure et d'après la formulation hamiltonienne, la fonction d'onde est fonction du champ de matière φ et de la connexion de la mesure, notée A.
Cette théorie impose des contraintes de première classe sous la forme d'équations différentielles de fonctions, par exemple la contrainte de Gauss (en).
Dans un espace-temps plat, l'espace est un ensemble de R3 non compressible. Puisque les contraintes de Gauss sont locales, il suffit de considérer la transformation U qui approche 1 quand l'espace tend vers l'infini. Ou alors, on peut considérer que l'espace est une sphère S3. Sous tous les rapports, on peut voir qu'il y a une transformation U, homotopique à la transformation de mesure. Ces transformations sont appelées petites transformations de mesure, par opposition aux autres, appelées grandes transformations de mesure, classifiées dans le groupe d'homotopie π3(G) avec G le groupe de mesure.
La contrainte de Gauss sous-entend que la valeur de la fonction d'onde est constante sur l'orbite de la petite transformation de mesure :
{\displaystyle \Psi [U\mathbf {A} U^{-1}-(dU)U^{-1},U\phi ]=\Psi [\mathbf {A} ,\phi ]}
Cette relation est vraie pour toutes les petites transformations U, mais pas de façon générale pour toutes les grandes transformations.
Il apparaît que si G est un groupe de Lie, π3(G) est Z, l'ensemble des nombres relatifs. Si U représente une transformation de mesure d'invariante topologique 1, alors l'espace de Hilbert se décompose en secteurs de supersélection, marqués par un angle thêta θ tel que :
{\displaystyle \Psi [U\mathbf {A} U^{-1}-(dU)U^{-1},U\phi ]=e^{i\theta }\Psi [\mathbf {A} ,\phi ]}